# Resolució 1266 del Consell de Seguretat de les Nacions Unides
La Resolució 1266 del Consell de Seguretat de les Nacions Unides fou adoptada per unanimitat el 4 d'octubre de 1999. Després de recordar totes les anteriors resolucions sobre Iraq, incloses les resolucions 986 (1995), 1111 (1997), 1129 (1997), 1143 (1997), 1153 (1998), 1158 (1998), 1175 (1998), 1210 (1998) i 1242 (1999) referides al Programa Petroli per Aliments, el Consell va augmentar el límit de la quantitat de petroli que l'Iraq podria exportar a 3.050 milions de dòlars estatunidencs per als actuals períodes de 180 dies que van començar el 25 de maig de 1999.
El Consell de Seguretat estava decidit a millorar la situació humanitària a l'Iraq i, d'acord amb el Capítol VII de la Carta de les Nacions Unides va augmentar el límit del petroli que l'Iraq podria exportar més enllà del límit autoritzat anteriorment, que havia estat prèviament de 5.260 milions de dòlars estatunidencs en un període de 180 dies.